# 中国国民党革命委员会重庆市委员会
中国国民党革命委员会重庆市委员会，简称民革重庆市委、重庆民革，是中国国民党革命委员会在重庆市的地方组织。